# Burni Pintu Rime Tana Abu
Burni Pintu Rime Tana Abu är ett berg i Indonesien.   Det ligger i provinsen Aceh, i den västra delen av landet, 1 600 km nordväst om huvudstaden Jakarta. Toppen på Burni Pintu Rime Tana Abu är 1 920 meter över havet, eller 302 meter över den omgivande terrängen. Bredden vid basen är 10,9 km.
Terrängen runt Burni Pintu Rime Tana Abu är huvudsakligen kuperad.Runt Burni Pintu Rime Tana Abu är det mycket glesbefolkat, med 5 invånare per kvadratkilometer. I omgivningarna runt Burni Pintu Rime Tana Abu växer i huvudsak städsegrön lövskog.